# Маарья-Магдалеэна
Ма́арья-Магдале́эна (эст. Maarja-Magdaleena) — деревня в волости Тарту уезда Тартумаа, Эстония.
До реформы местных самоуправлений Эстонии 2017 года входила в состав волости Табивере уезда Йыгевамаа.

## География и описание
Расположена в восточной части природного парка Вооремаа, на пересечении местных дорог, в 2 километрах к западу от шоссе Тарту — Йыхви. Расстояние до Тарту — 23 км. Высота над уровнем моря — 75 метров.
Климат умеренный. Официальный язык — эстонский. Почтовый индекс — 49126.

## Население
По данным переписи населения 2021 года, в Маарья-Магдалеэна насчитывалось 243 жителя, из них 235 (96,7 %) — эстонцы.
По данным переписи населения 2011 года, в деревне проживали 220 человек, из них 217 (98,6 %) — эстонцы.
Численность населения деревни Маарья-Магдалеэна:
| Год  | 2000 | 2009  | 2011  | 2017  | 2018  | 2019  | 2020  | 2021  |
| ---- | ---- | ----- | ----- | ----- | ----- | ----- | ----- | ----- |
| Чел. | 269  | ↘ 256 | ↘ 220 | ↘ 216 | → 216 | ↗ 219 | ↗ 236 | ↗ 243 |

Число учеников основной школы деревни Маарья-Магдалеэна:
| Учебный год | 2002/2003 | 2009/2010 | 2019/2020 |
| ----------- | --------- | --------- | --------- |
| Чел.        | 107       | 70        | 70        |

## История
Церковный приход Маарья-Магдалеэна в бывшем Северном Тартумаа первоначально упомянут в 1443 году. В 1680 году в приходе уже были кистерская школа и народный дом. Имеется протокол церковной ревизии от 1775 года, в котором говорится, что по состоянию на 1 февраля 1775 года в приходе насчитывалось 2864 души, по национальности — эстонцы, из них 1711 умели читать, что для XVIII века можно считать очень высоким показателем.
Поселение возникло на землях церковной мызы Маарья-Магдалеэна как центр прихода в конце XIX столетия. Сначала называлось посёлком Маарья-Магдалеэна и посёлком Маарья. Когда в 1951 году Маарья-Магдалеэновский сельсовет был переименован в Ярвеский, населённый пункт стал называться деревней Ярве (Järve), с 1977 года до 21 ноября 2005 года назывался деревней Маарья (Maarja), затем было восстановлено его первоначальное название. В 1977 году, в период кампании по укрупнению деревень, с деревней Маарья была объединена деревня Пеэбу (Peebu).

## Инфраструктура
Деревня Маарья-Магдалеэна является центром одного из двух социально-культурных регионов, сформировавшихся в бывшей волости Табивере. Здесь есть детский сад, школа (Маарьяская основная школа имени Йоханнеса Вольдемара Вески), народный дом, церковный приход, магазин, библиотека с открытым интернет-пунктом, аптека. Принимает семейный врач. Активно действует Общество сельского народа Маарья-Магдалеэна (эст. Maarja-Magdaleena Maarahva Selts). Работает Дневной центр для людей с особыми потребностями. В деревне есть центральное водоснабжение и канализация.

## Культура и досуг
Традиционные культурные мероприятия региона деревни Маарья-Магдалеэна: Богоявление, концерт к годовщине Эстонской Республики, концерт ко Дню матери, День родного края, пробег Юрьевой ночи, «Старинные крестьянские работы и обычаи» в День Маарьи, вечер Янова дня, «Танец летней ночи», «Сумерки летней ночи», праздник «Сила жизни от природы» в Марьин день, празднование Дня восстановления независимости Эстонии, вечер Рождества, концерт ко Дню всех усопших.
У деревенской школы есть спортивный комплекс, куда входят гимнастический зал, зал для аэробики, стадион, футбольная площадка и две уличных волейбольных площадки.

## Достопримечательности
Памятники культуры:
- Церковь Маарья-Магдалеэна, архитектурный памятник, образец сакрального здания в стиле неоготики. Церковь впервые упомянута уже в 1380 году как вспомогательная церковь Паламузе. Первоначальное строение было возведено предположительно во второй половине 14-го столетия, сильно пострадало во время Ливонской войны, восстановлено в 17-м столетии. В 1885–1887 годах церковь была реконструирована под руководством строительного мастера Густава Бермана[эст.][17].

- Церковь Маарья-Магдалеэна
- Церковь Маарья-Магдалеэна
- Вид с западной стороны
- Главный вход в церковь
- В церкви
- Вид на церковь с северо-западной стороны

- Главное здание пастората Маарья-Магдалеэна, архитектурный памятник. Кирпичное здание построено на смене 19-го и 20-го столетий. В 2010–2011 годах была проведена его полная реставрация[18].

## Комментарии
1. ↑  Эстонские топонимы, оканчивающиеся на -а, в русском языке не склоняются[9], а род получают по родовому слову, например, деревне присваивается женский род, хотя в эстонском языке нет категории рода.